# Misumenoides nicoleti
Misumenoides nicoleti är en spindelart som beskrevs av Roewer 1951. Misumenoides nicoleti ingår i släktet Misumenoides och familjen krabbspindlar. Inga underarter finns listade i Catalogue of Life.